# It's All Right
It's All Right (La promessa) è un singolo del cantante italiano Zucchero Fornaciari pubblicato nel 1992 come quarto estratto dal sesto album in studio Miserere.

## Descrizione
Prodotto da Corrado Rustici, il brano è stato scritto da Zucchero ed estratto dall'album Miserere. Il testo della versione inglese della canzone, intitolata The Promise, è stato scritto da Paul Buchanan.

## Tracce
CD singolo, 7"
1. It's All Right (La promessa) – 5:26 (Zucchero)
2. The Promise – 5:27 (testo: Paul Buchanan – musica: Zucchero)